# Pimpla luctuosa
Pimpla luctuosa là một loài tò vò trong họ Ichneumonidae.